# Allan Guthrie
Allan Guthrie (Isole Orcadi, 5 giugno 1965) è uno scrittore e editorialista britannico, agente letterario e parte del gruppo giallista Tartan Noir, è anche curatore di antologie thriller. Sebbene nativo delle Isole Orcadi, ha vissuto principalmente ad Edimburgo.
Il suo primo romanzo, Two-Way Split (La spaccatura), è stato finalista del CWA Debut Dagger Award e ha vinto il Theakston's Old Peculier Crime Novel of the Year Award nel 2007. Il suo secondo, Kiss Her Goodbye, è stato nominato all'Edgar Award, all'Anthony Award e al Gumshoe Award.
Nel 2013 ha tradotto dall'italiano all'inglese, insieme a Marco Piva-Dittrich, La ballata di Mila (The Ballad of Mila) di Matteo Strukul.
Guthrie fa parte del circolo letterario che include gli scrittori Ken Bruen, Reed Farrel Coleman e Jason Starr.

## Romanzi
- Two-Way Split (2004)
  - La spaccatura, Einaudi (2006)
- Kiss Her Goodbye (2005)
- Hard Man (2007)
- Kill Clock (2007)
- Savage Night (2008)
- Slammer (2009)
- Killing Mum (2009)

## Premi e riconoscimenti
- 2001   CWA Debut Dagger Award: Blithe Psychopaths (Two-Way Split)
- 2006   Mystery Writers of America Best Paperback Original Award (selezionato): Kiss Her Goodbye
- 2006   Anthony Award (selezionato): Kiss Her Goodbye
- 2006   The Mystery Ink Gumshoe Award (selezionato): Kiss Her Goodbye
- 2007   Theakston's Old Peculier Crime Novel of the Year Award (vincitore): Two-Way Split